# Hvad en møller kan komme ud for
Hvad en møller kan komme ud for (når der er nisser på loftet) eller Jul i den gamle mølle er en julekalender fra DR sendt i 1970. Serien udspiller sig i en gammel mølle, hvor der bor julenisser på loftet.

## Karakterer
I julekalenderen møder man blandt andet en såkaldt abersagok, der er et fantasidyr, som kan tale, og hvis krop består af en fodbold.